# Moselle-est
Pour les articles homonymes, voir Moselle.
 (décembre 2015).
Si vous disposez d'ouvrages ou d'articles de référence ou si vous connaissez des sites web de qualité traitant du thème abordé ici, merci de compléter l'article en donnant les références utiles à sa vérifiabilité et en les liant à la section « Notes et références ».
La Moselle-est est un territoire correspondant à la partie nord-est du département de la Moselle et de la région Lorraine. Elle est composée des arrondissements de Forbach-Boulay-Moselle et de Sarreguemines.
Les habitants sont appelés les Est-mosellans et les Est-mosellanes. La population — largement francisée — y parlait le francique, populairement appelé le platt.

## Sommaire
Cet ensemble régional, structuré essentiellement autour d’une grande entreprise nationalisée en 1946, correspond à la zone de recrutement de la main-d’œuvre des mines de charbon de Lorraine ainsi que des industries qui en sont nées.

Carte de la Moselle, représentant les différents dialectes y étant usités. Elle permet d'intégrer la Moselle-Est à la Moselle germanophone, partie du département où l'on parle le francique lorrain.

Dans les années 1960, la production charbonnière atteint des sommets et les nouvelles énergies moins chères comme le pétrole, le gaz et le nucléaire grignotent des parts toujours pus importantes.
Une réflexion au niveau de l’État déclenche le 2 mars 1963 la plus importante grève de l’histoire des houillères.
 Les instances gouvernementales créent en 1967 le Fonds d’Industrialisation des Bassins Houillers en vue d’installer de nouvelles entreprises de proximité en prévision d’une baisse des effectifs dans les Charbonnages de France. Une mission des Houillères de Lorraine prend en charge cette nouvelle affectation et choisira les limites des arrondissements de Boulay, Forbach et Sarreguemines pour l’aide dans les implantations. 
Un bassin de vie est né (ou plutôt, un « bassin économique », ou encore un bassin d'emploi).
Pour donner une nouvelle impulsion au secteur économique et une prise de conscience à la population, des dirigeants d’entreprises décident en 1988 de fédérer des actions de développements sur ce bassin et créent l'association Actipromo à Forbach.
Dans le cadre d’une mission de développement local, le Sous-Préfet de Forbach tente le 12 avril 1989 de convaincre les élus de mettre une télévision régionale sur pied en utilisant pour la diffusion un câble à fibre optique que les Houillères s’apprêtent à poser de Carling à Forbach.
 C’est l’acte de naissance de TV8 Moselle-Est
Pour coordonner toutes ces initiatives, les HBL et leurs partenaires organisent en avril 1990 dans 6 wagons aménagés par 70 entreprises du bassin, une exposition itinérante qui connaît un immense succès populaire avec 42 000 visiteurs. Ils profitent le 9 avril 1990 de la visite de Jacques Chérèque, ministre délégué de l'aménagement du territoire et des reconversions du gouvernement Rocard pour inaugurer le logo de Moselle-est.
L’AGence pour l’Expansion de la Moselle-Est (Ageme) de Freyming-Merlebach fédère depuis le 12 septembre 2003, les actions de développement économique en Moselle-est en lieu et place des Charbonnages de France.
L’Eurodistrict SaarMoselle, voulu par les élus depuis 2004, a été créé officiellement le 6 mai 2010 et regroupe le Stadtverband Sarrebruck, les communautés d'agglomération de Forbach et de Sarreguemines, les communautés de communes de Freyming-Merlebach, du pays de l’Albe, du Pays naborien, et du Warndt
Il est issu de la coopération pilotée depuis 1998 par l’association Zukunft SaarMoselle Avenir à laquelle il s'est substitué.

## Géographie

### Ses pays
La Moselle-est ne jouit d’aucune unité naturelle mais d’une juxtaposition de plusieurs ensembles :
- la vallée de la Sarre est un important bassin d’emplois regroupant les zones industrielles de Sarreguemines, Hambach et Sarralbe. Elle a aussi su se promouvoir en zone touristique prisée pour les sites des faïenceries de Sarreguemines, le parc archéologique de Bliesbruck, l’église de Zetting et la mise en valeur de ses moulins ;

- l'ancien bassin houiller se concentre essentiellement dans la dépression du Warndt, une forme de semi-boutonnière regardant vers le Land de Sarre. Quelques vestiges du passé minier subsistent au milieu d’une très forte concentration urbaine et de quelques îlots forestiers ;

- le pays de Nied est le plateau lorrain allant de Bouzonville à Morhange, entre la Nied au sud et le Warndt au nord. Il offre un paysage de forêts, de vastes prés et de terres labourables où l’activité industrielle dispersée occupe la majorité de la population. Il a la plus faible densité de population ;

- le pays des Lacs entre l’ancien bassin houiller et la vallée de la Sarre, très vallonné, conjugue un développement entre élevage, forêts et étangs. C’est le bassin de la ligne Maginot aquatique imaginé en 1930 par les stratèges militaires ;

- le pays de Bitche est formé d’un isthme au nord-est du département. Sa partie orientale très boisée a une vocation forestière et touristique tandis que la partie occidentale conserve un paysage agricole. Si le pays se diversifie par la création de zones d’activités, les zones d’emplois en Rhénanie-Palatinat permettent de maintenir la population sur place ;

- le parc naturel régional des Vosges du Nord se situe à cheval sur le département de la Moselle et le Bas-Rhin. Pour ses efforts réalisés dans la protection et le développement, l'UNESCO dans le programme mondial MAB (Man And Biosphere) lui a décerné en 1989 le label réserve de biosphère. Elle reconnaît ainsi le rôle essentiel des Vosges du Nord dans l’équilibre écologique.

### Les rivières
- L'Albe
- La Bisten
- La Blies
- L'Eichel
- La Nied
- La Nied allemande
- La Nied française
- La Rosselle
- La Sarre
- La Zinsel du Nord
- Le canal des houillères de la Sarre

## Le climat
Les nombreux soldats français envoyés le long de la frontière franco-allemande durant l’hiver 1939-40, déjà traumatisés par l’imminence de la guerre, ont subi un des hivers les plus rigoureux de l'histoire et leurs souvenirs racontés dans les chaumières ont persuadé tout l’hexagone que la Moselle vivait dans un climat sibérien.
Soumis aux influences océaniques et continentales, le climat mosellan connaît une irrégularité marquée selon que les unes ou les autres l’emportent. Il est illusoire de chercher un véritable rythme toutefois les vallées subissent moins le froid en hiver que les plateaux environnants.

## L'administration
Le périmètre du schéma de cohérence territoriale de l'arrondissement de Sarreguemines est formé de quatre intercommunalités
- La communauté de communes du Pays de Bitche à Bitche : Baerenthal, Bitche, Bousseviller, Breidenbach, Éguelshardt, Enchenberg, Epping, Erching, Goetzenbruck, Hanviller, Haspelschiedt, Hottviller, Lambach, Lemberg, Lengelsheim, Liederschiedt, Loutzviller, Meisenthal, Montbronn, Mouterhouse, Nousseviller-lès-Bitche, Obergailbach, Ormersviller, Philippsbourg, Reyersviller, Rimling, Rolbing, Roppeviller, Saint-Louis-lès-Bitche, Schorbach, Schweyen, Siersthal, Soucht, Sturzelbronn, Volmunster, Waldhouse, Walschbronn
- La communauté d'agglomération Sarreguemines Confluences (CASC) à Sarreguemines : Bliesbruck, Blies-Ébersing, Blies-Guersviller, Ernestviller, Frauenberg, Grosbliederstroff, Grundviller, Guebenhouse, Hambach, Hundling, Ippling, Kalhausen, Lixing-lès-Rouhling, Loupershouse, Neufgrange, Rémelfing, Rouhling, Sarreguemines, Sarreinsming, Siltzheim (67), Wiesviller, Willerwald, Wittring, Wœlfling-lès-Sarreguemines, Woustviller, Zetting
- La communauté de communes de l'Albe et des Lacs à Sarralbe : Hazembourg, Hilsprich, Holving, Kappelkinger, Kirviller, Le Val-de-Guéblange, Nelling, Puttelange-aux-Lacs, Rémering-lès-Puttelange, Richeling, Saint-Jean-Rohrbach, Sarralbe
- La Communauté de communes de Rohrbach-lès-Bitche à Rohrbach-lès-Bitche : Achen, Bettviller, Bining, Etting, Gros-Réderching, Petit-Réderching, Rahling, Rohrbach-lès-Bitche, Schmittviller

Le syndicat mixte de cohérence territorial du Val de Rosselle est formé de quatre intercommunalités
- La communauté d'agglomération de Forbach Porte de France (CAFPF) à Forbach : Alsting, Behren-lès-Forbach, Bousbach, Cocheren, Diebling, Etzling, Farschviller, Folkling, Forbach, Kerbach, Metzing, Morsbach, Nousseviller-Saint-Nabor, Œting, Petite-Rosselle, Rosbruck, Schœneck, Spicheren, Stiring-Wendel, Tenteling, Théding
- La communauté de communes de Freyming-Merlebach à Freyming-Merlebach : Barst, Béning-lès-Saint-Avold, Betting, Cappel, Farébersviller, Freyming-Merlebach, Guenviller, Henriville, Hombourg-Haut, Hoste, Seingbouse
- La communauté de communes du Pays naborien à Saint-Avold : Altviller, Carling, Diesen, Folschviller, l'Hôpital, Lachambre, Macheren, Porcelette, Saint-Avold, Valmont
- La communauté de communes du Warndt (CCW) à Creutzwald : Bisten-en-Lorraine, Creutzwald, Guerting, Ham-sous-Varsberg, Varsberg

Les autres communautés de communes
- La communauté de communes du Pays boulageois à Boulay : Bannay, Bettange, Bionville-sur-Nied, Boulay, Brouck, Condé-Northen, Coume, Denting, Éblange, Gomelange, Guinkirchen, Helstroff, Hinckange, Mégange, Momerstroff, Narbefontaine, Niedervisse, Obervisse, Ottonville, Piblange, Roupeldange, Téterchen, Valmunster, Varize, Velving, Volmerange-lès-Boulay
- La communauté de communes du Bouzonvillois à Bouzonville : Alzing, Anzeling, Bibiche, Bouzonville, Brettnach, Chémery-les-Deux, Colmen, Dalstein, Ébersviller, Filstroff, Freistroff, Guerstling, Heining-lès-Bouzonville, Hestroff, Holling, Menskirch, Neunkirchen-lès-Bouzonville, Rémelfang, Schwerdorff, Saint-François-Lacroix, Vaudreching
- La communauté de communes du District urbain de Faulquemont (DUF) à Créhange : Adaincourt, Adelange, Arraincourt, Arriance, Bambiderstroff, Boucheporn, Créhange, Elvange, Faulquemont, Flétrange, Fouligny, Guinglange, Hallering, Han-sur-Nied, Haute-Vigneulles, Hemilly, Herny, Holacourt, Laudrefang, Longeville-lès-Saint-Avold, Mainvillers, Many, Marange-Zondrange, Pontpierre, Teting-sur-Nied, Thicourt, Thonville, Tritteling, Vahl-lès-Faulquemont, Vatimont, Vittoncourt, Voimhaut, Zimming
- La communauté de communes de la Houve à Falck : Berviller-en-Moselle, Château-Rouge, Dalem, Falck, Hargarten-aux-Mines, Merten, Oberdorff, Rémering, Tromborn, Villing, Vœlfling-lès-Bouzonville
- La communauté de communes du Centre mosellan à Morhange : Altrippe, Baronville, Bérig-Vintrange, Biding, Bistroff, Boustroff, Brulange, Destry, Diffembach-lès-Hellimer, Eincheville, Erstroff, Fremestroff, Freybouse, Grening, Grostenquin, Guessling-Hémering, Harprich, Hellimer, Landroff, Laning, Lelling, Leyviller, Lixing-lès-Saint-Avold, Maxstadt, Morhange, Petit-Tenquin, Racrange, Suisse, Vahl-Ebersing, Vallerange, Viller

## Les transports
Située à l’intersection de grandes lignes de force européennes, la Moselle-est bénéficie d’un réseau d’infrastructures de communication très dense et de qualité.

### Les liaisons routières
- L’autoroute européenne E50 relie Brest à Mukacevo en Ukraine en passant par Paris et Prague. Plus connue en France comme l’autoroute A4 de Paris à Strasbourg, elle traverse la Moselle-est d’ouest en est avec un arrêt à la gare de péage de Saint-Avold.
- À l’échangeur de Freyming à Freyming-Merlebach, l’autoroute A320 qui prend le nom de A6 à la frontière de la Brême d'or permet de rejoindre le réseau autoroutier allemand à Sarrebruck.
- Un programme de route 2X2 voies dite « La voie verte » déjà achevée sur plusieurs tronçons, rejoindra à terme Bitche à Faulquemont par Saint-Avold. La route nationale 33 relie Saint-Avold à Sarrelouis par Creutzwald.

### Les liaisons ferroviaires
Les axes Nord-sud et Est-ouest des lignes européennes se croisent en Moselle-est.
- L’ICE relie Paris à Francfort par Sarrebruck avec des arrêts à Forbach.
- La ligne TER Métrolor Metz - Forbach (-Sarrebruck) traverse la Moselle-Est d'ouest en est.
- Une ligne venant de Sarrebruck, rejoint Strasbourg par Sarreguemines et Kalhausen. Le Tram-train transfrontalier relie Sarrebruck à Sarreguemines sur la même ligne.
- Les TER desservent les gares entre Sarreguemines et Béning-lès-Saint-Avold, une autre ligne dessert les gares entre Sarreguemines et Bitche
- Sur la ligne Metz-Strasbourg, Morhange bénéficie de plusieurs arrêts.

### Les liaisons aériennes
Quatre aéroports internationaux sont situés à moins de 50 km de la Moselle-est :
- l’aéroport de Sarrebruck en Sarre ;
- l'aéroport de Luxembourg-Findel à Luxembourg ;
- l'aéroport Metz-Nancy-Lorraine en Moselle ;
- l'aéroport de Deux-Ponts en Rhénanie-Palatinat. (fermé)

### Les Transports urbains
Les agglomérations de Forbach, Saint-Avold et Sarreguemines bénéficient chacune d'une desserte par un réseau de transports urbains : Forbus à Forbach, Cabus à Sarreguemines et Transavold à Saint-Avold.

### Les liaisons souterraines
- Pour équiper tout le département en connexion internet haut débit, le conseil général de la Moselle a mis en place en 2004-2005, un réseau de liaison par fibre optique. Long de 1 150 km, il traverse 360 communes et connecte tous les collèges.
- Venant de Russie après avoir traversé de nombreux pays de l’Est de l’Europe, 60 % du gaz naturel consommé en France arrive par Obergailbach et se dirige vers le centre de stockage de Cerville. Un branchement à Racrange permet d’alimenter les deux groupes de cycles combinés gaz que la SNET construit en 2008-2010 sur son site de la centrale Emile Huchet à Carling-Saint-Avold.
- Depuis le pipeline Sud-Européen, l’oléoduc Reichstett-Klarenthal (Sarre) construit en 1967 dessert la plate-forme pétrochimique de Carling par un branchement à Folkling.
- L’oléoduc Donges (Loire-Atlantique) à Ramstein (RFA) venant de Pont-à-Mousson et se dirigeant vers Zweibrucken (Sarre) par Zetting, alimente aussi la plate-forme pétrochimique de Carling.
- L’usine Ineos à Sarralbe est reliée à la plate-forme pétrochimique de Carling pour la livraison d’éthylène et de propylène.
- Il subsiste des anciens pipelines sans affectation tel Reichstett-Hauconcourt, Carling-Klarenthal (Sarre) et Richemont-Carling.

## Histoire

### Le Paléolithique et Mésolithique
Il faut se contenter de situer les découvertes d’outils et d’objets pour supposer la présence humaine dans la région.
Alors que la dernière glaciation touche à sa fin, le sapin apparaît dans le massif vosgien.
L’homme alors nomade et prédateur (des ossements de mammouth sont découverts à Cocheren en 1851 et à Spicheren en 1831), vit dans les grottes gréseuses de la région de Bitche (Baerenthal, Philippsbourg). Des gisements préhistoriques ont été découverts à Rimling, Obergailbach et Erching.
À l’âge de la pierre, il se sédentarise et s’implante véritablement pour produire sa nourriture. Pour chasser et produire, il utilise des outils en silex longuement polis sur des rochers tel que celui de Roppeviller découvert en 1969.
Il quitte les cavernes et construit dans les excavations appelées mardelles, des huttes de branchages de forme conique, recouvertes de roseaux et de terres argileuses pétries (Altrippe, Bliesbruck, Grosbliederstroff, Hambach, Hundling, Sarreguemines).

### L’âge du bronze
Tout en continuant d’employer le silex, les hommes utilisent de plus en plus d’outils en bronze et de cuivre.
Un tintinnabulum (sorte de clochette utilisée par les druides) et des dépôts de bronze sont découverts à Bouzonville, un ensemble de 150 outils et bijoux est découvert en 1991 sur la mégazone de Farébersviller, des objets en bronze sont découverts sur le parc archéologique européen de Reinheim.

### Période celte
Vers l’an 1000 av. J.-C., au début de l’âge du fer, en suivant le mouvement général des peuples marchant de l’est vers l’ouest franchissent le Rhin et occupent le pays.
L’inhumation des morts sous tumuli était l’unique mode de sépulture. D’après les tumulis découverts, ces peuples étaient établis à Barst, Blies-Ebersing, Bousseviller, Cappel, Cocheren, Grosbliederstroff, Leyviller, (Merten), Sarreinsming et avaient créé une forteresse à Haspelschiedt.
Ils sont attaqués par les Germains qui appellent les romains à leur secours.

### Époque gallo-romaine
Une voie romaine reliait Metz (Divodurum) à Mayence (Mogontiacum) par Boucheporn, Carling, L'Hôpital (Moselle), Le Hérapel (Cocheren), Forbach, Saint-Arnoald (Sarrebruck), Kaiserslautern, Worms.
À Boucheporn, trois voies secondaires (diverticula ou via vicinalis) se dirigeaient vers Boulay, Ludveiller et Bérus.
Au Hérapel, une voie menait à Deux-Ponts par Bliesbruck.

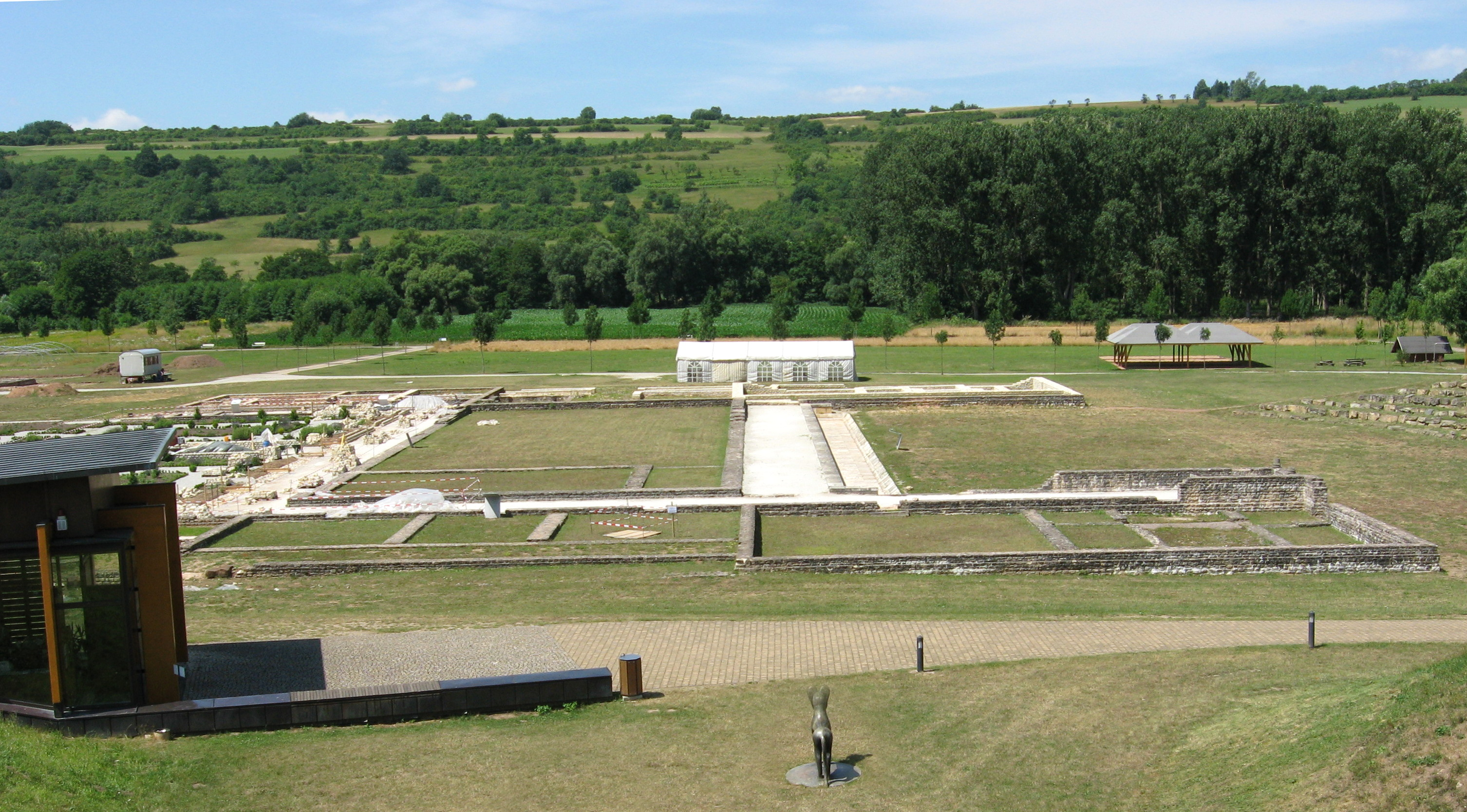
Vestiges des thermes gallo-romaines de Bliesbruck-Reinheim

La voie romaine no 6 reliait Boulogne-sur-Mer à Strasbourg par Arriance, Chemery-lès-Faulquemont, Petit-Tenquin et Keskastel.
Dans chacune de ces localités on a trouvé une pièce de monnaie romaine, une poterie, une sépulture, une partie de route, une villa.
On sait que la romanisation était plus marquée le long des routes, mais que la population rurale fixée dans la forêt, restait attachée à sa tradition gauloise. Les établissements gallo-romains sont caractérisés par des substructions en maçonnerie et des tuiles à rebords. Ces fermes ou villas rustiques donnaient naissance aux villages.

#### Les principaux lieux de vie
- Bliesbruck-Reinheim et ses thermes (commune des Steinfelder)
- Boucheporn fut au 1er et IIe siècle le centre de céramique le plus important de la Gaule de l’est avec 29 fours.
- Le Hérapel fut un oppidum gaulois puis un Vicus romain
- Sarreinsming fut un vicus avec des thermes, un quartier artisanal et un atelier de monnayage.
- Il y avait aussi des thermes à Sainte-Fontaine et Walschbronn, une villa à Betting, une stèle à Zetting.
- À Merten on a découvert en 1878 d'une colonne de 13,50 m qui est exposée aux musées de Metz. Une reconstitution est érigée à l’entrée de la rue Serpenoise à Metz.
- Une occupation antique est attestée à Sainte-Fontaine par différentes fouilles.
- Des fouilles effectuées en 1856 à l’emplacement de la Cité Bois-Richard à L'Hôpital (Moselle) (autrefois dénommé Bois du Richardsecken) par Schlinker, maître de forges et archéologue à Carling, ont mis en évidence une nécropole d’origine gallo-romaine (particulièrement de nombreuses urnes funéraires, des monnaies des empereurs romains Auguste, Domitien, Hadrien, Marc-Aurèle et Septime-Sévère). En 1869 on découvre une urne en verre funéraire gallo-romaine intacte, protégée par deux demi-sphères de pierre, près de la frontière prussienne d’alors. Elle sera transportée au musée de Metz. D’autres trouvailles ponctuelles faites à l’emplacement du hameau « Ziegelstücker » (ce qui signifie littéralement « champs à tuiles ») ont livré des fragments de statues et de poteries gallo-romaines, des canalisations en terre cuite et des monnaies romaines (frappées à Trèves avec le symbole de l’empereur Constantin II). En 1950, Cité la Colline à L'Hôpital (Moselle), sont retrouvés d'anciens pavés d'époque gallo-romaine. Par ailleurs, la partie de la commune de L'Hôpital qui touche à Sainte-Fontaine semble aussi avoir été occupée à la même période : dans la forêt située en bordure du Merle en direction du Gros Chêne (appelé aussi « chêne des sorcières ») et de la forêt domaniale de Saint-Avold, des fragments de canalisations en terre cuite d’origine gallo-romaines ont été retrouvés.

##### Le promontoire du Hérapel
À l’extrémité nord-est de la commune de Cocheren s’élève une terrasse aux forts escarpés, relié au plateau par un isthme. 
Les fouilles de 1827, 1900 et 1978 ont mis au jour les restes d’un important temple octogonal de plus de 600 sépultures et de nombreux objets à usage domestique. Elles permettent de connaître le passé de ce haut lieu stratégique où 7 voies romaines s’entrecroisaient.
Habité depuis la plus haute Antiquité où il servait de refuge, le Hérapel fut un oppidum puis un vicus. Il est plusieurs fois saccagé par les invasions franques pour être finalement détruit au IVe siècle, sans jamais être reconstruit.

## Le Moyen Âge

### L’empire des Francs
Pour l’Empire romain, les invasions barbares ouvraient une ère de grands craquements.
Les Francs éteignent toute trace de culture gallo-romaine et créent l’insécurité sur l’imposant réseau de routes.
Des vestiges ont été découverts à Farébersviller et un cimetière mérovingien de 32 tombes à Bouzonville.

### La christianisation

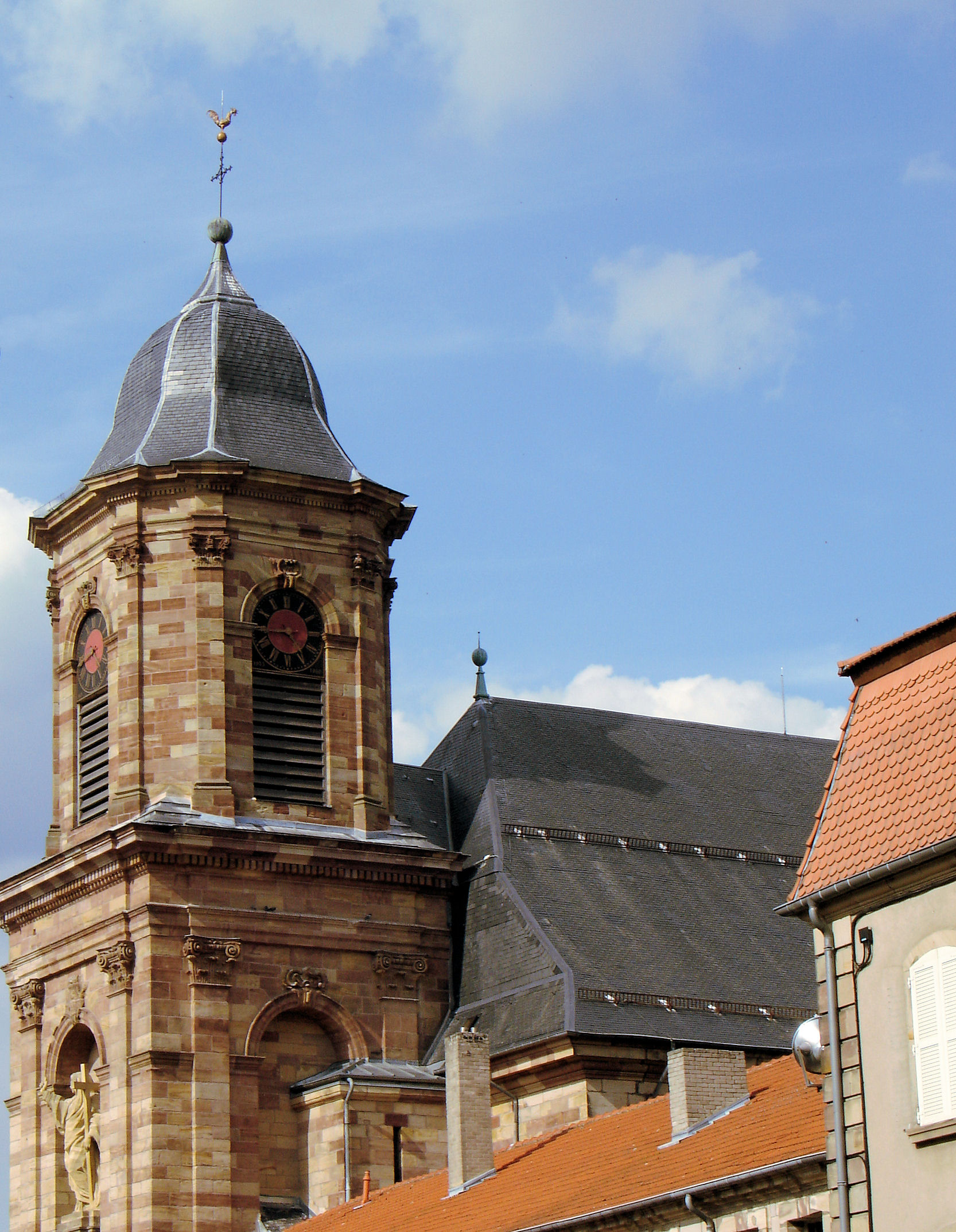
Abbatiale Saint-Nabor, église de l'ancienne abbaye naborienne fondée par Saint-Fridolin.

Le royaume de Lotharingie est évangélisé au milieu du VIe siècle. Le pays retourné à l’état sauvage, était couvert de forêts impénétrables et des moines entreprirent de les défricher et de s’y établir.
Saint-Fridolin fonde un monastère à Saint-Avold en 509, Saint-Arnoald fonde celui de Longeville-lès-Saint-Avold en 587 et le comte Adalbert de Lorraine installe des moines à Bouzonville.
N’étant pas des hommes de guerre, ces religieux se mettent sous la protection des seigneurs laïcs.

### Au sein duSaint-Empire

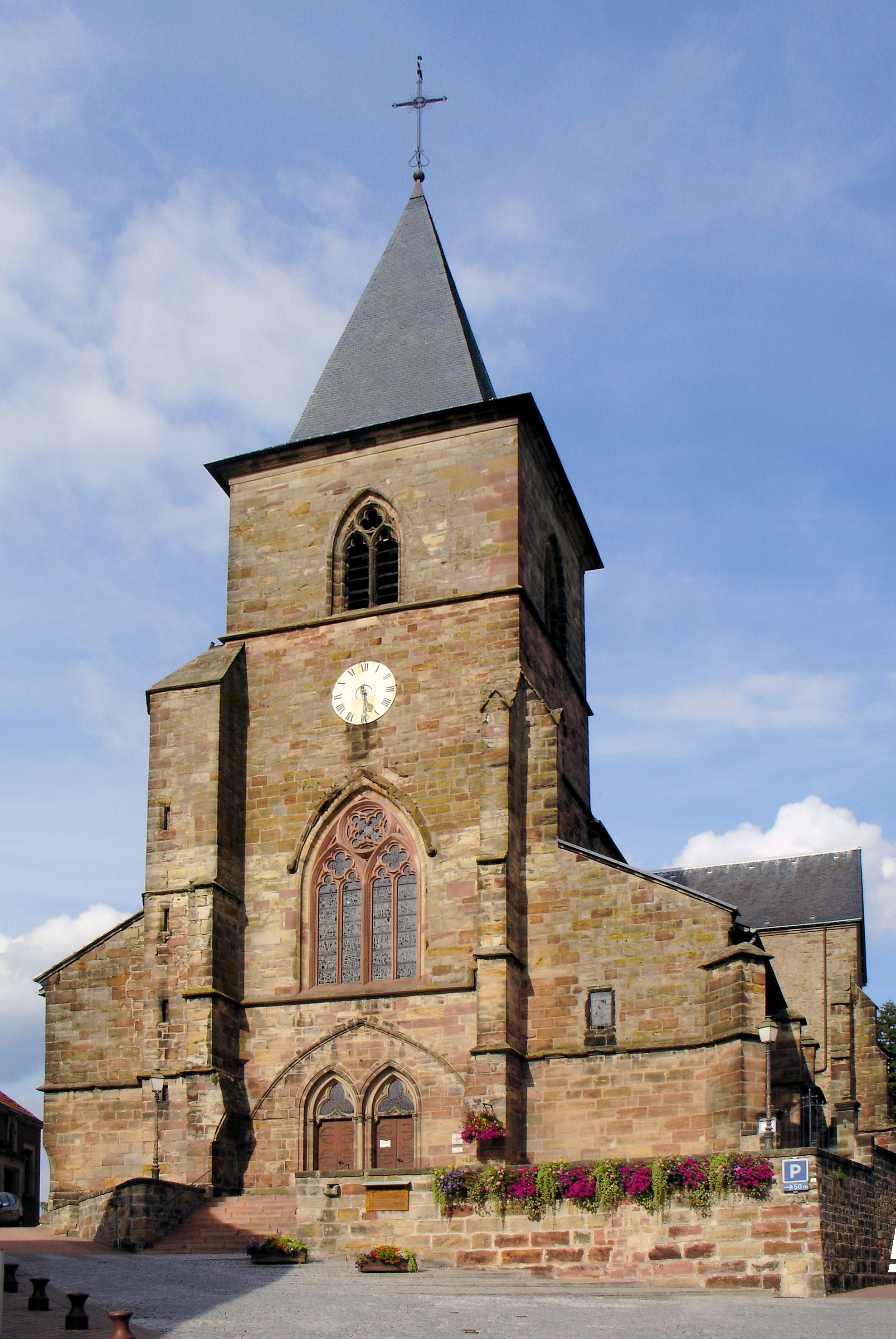
La Collégiale Saint-Étienne de Hombourg-Haut est une église de rite catholique romain édifiée au XIIIe ; elle est classée aux monuments historiques français.

Après la chute de l'Empire carolingien et ses multiples divisions, la Lorraine, devient un vestige du royaume de Lotharingie. Pendant cette longue période médiévale, le duché de Lorraine ainsi que l'évêché de Metz, l'évêché de Toul et l'évêché de Verdun (futurs Trois-Évêchés), suffragants de l'Archevêché de Trèves, font partie du Saint-Empire romain germanique. Ils étaient morcelés en un grand nombre de petits états dont les frontières se modifiaient sans cesse à la suite de guerres, d’héritages, de dons ou de ventes. Les ducs, comtes, évêques, seigneurs, petits et grands, jouissaient d’une grande indépendance dans leurs domaines. Leur histoire est faite d’une inextricable suite de conflits et d’alliances constamment noués et dénoués. Ambitieux et belliqueux, les seigneurs construisirent sur les hauteurs d’orgueilleux châteaux-forts.

#### LeTemporel de l’évêque de Metz
Au Xe siècle, le Temporel de Metz est investi par les empereurs d’Allemagne de droits comtaux.
Pour contrebalancer les droits des comtes et ducs laïcs moins dévoués au maintien de l’ordre et de la paix, l'évêque de Metz devient un seigneur temporel, par opposition au diocèse plus vaste où il exerce le pouvoir spirituel.
Le temporel comprend globalement, la châtellenie de Sarralbe, les voueries de Hombourg-Haut et de Blieskastel, le pays messin (jusqu’en 1200), une partie du comté de Sarrebruck, une partie du comté de Sarrewerden.
En 1552, l'évêché de Metz devient un protectorat français. L'état de fait est consacré cent ans plus tard par les traités de Westphalie qui mettent fin à la terrible guerre de Trente Ans et, en 1648, tous ces biens passent sous la souveraineté française.

#### Leduché de Lorraine
Par de nombreux « guerroiements », mariages et traités, les ducs de Lorraine agrandissent leurs possessions au détriment du Temporel de l’évêque de Metz.
- suzeraineté de Puttelange au XIIIe siècle.
- seigneurie de Sarralbe en 1485
- seigneurie de Boulay en 1503
- L'évêché de Metz est annexé par le royaume de France en 1552. Cette annexion est entérinée un siècle plus tard par le traité de Westphalie en 1648.
- La souveraineté de Faulquemont passe en terre ducale en 1593.

Le traité de Vienne de 1737, tout en donnant le grand-duché de Toscane au duc François III (devenu gendre de l'empereur et appelé à lui succéder), transmet le duché à titre viager à Stanislas Leszczyński, roi détrôné de Pologne mais beau-père du roi Louis XV de France. À la mort de l'ex-roi de Pologne en 1766, le duché devient Français.
Le comté de Créhange, possession de la maison de Wied-Runkel (Biding, Créhange, Denting, Folschviller, Lelling, Momerstroff, Niedervisse, Pontpierre, Téting) et du village de Philippsbourg tout comme la Principauté de Salm et le comté de Sarrewerden, possession de la maison de Nassau, conservent leur indépendance. Les terres d’empire seront annexées en 1793 par la France révolutionnaire. Le comté de Sarrewerden (Sarre-Union), dont la population est protestante, sera rattaché au Bas-Rhin.

### Les guerres

#### Au Moyen Âge

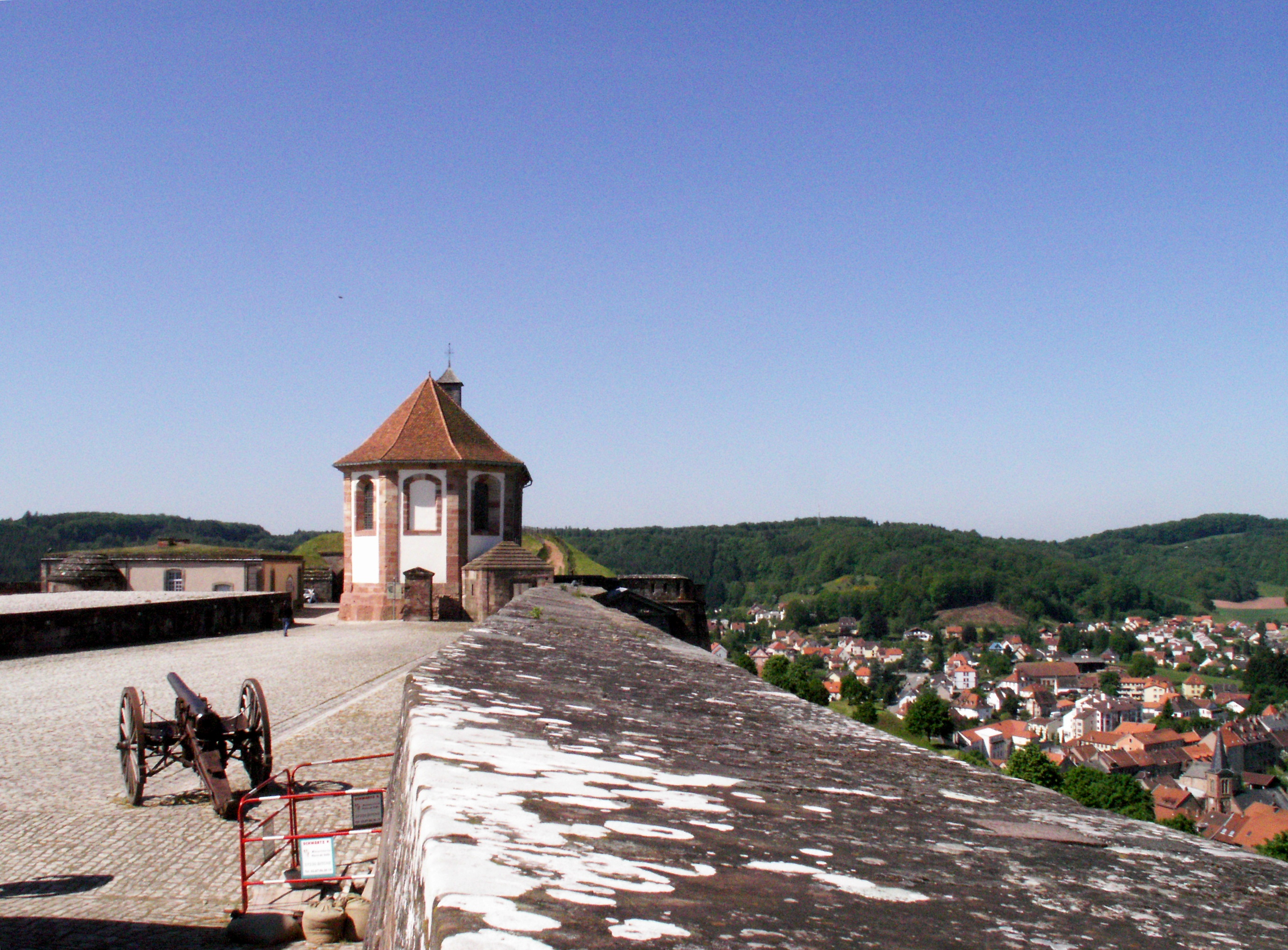
Vestiges de la citadelle de Bitche, anciennement château fort médiéval, fortifiée par Vauban au XVIIe siècle.

L’évêché de Metz et le duché de Lorraine règlent leurs comptes en construisant puis en détruisant des châteaux. Nombre de ruines témoignent encore de cette époque.

#### Laguerre de Trente Ans
Elle a réellement débuté dans la région en 1620 et s’est progressivement achevée à la fin de ce même siècle avec des troupes armées en débandade.
 La Lorraine placée entre la maison de France et celle d’Autriche est traversée par les belligérants que sont les Croates, les Espagnols, les Français, et les Suédois.
Les armées comprennent une majorité de mercenaires dont la paye n'est pas assurée.
On imagine les exactions sur la population avec la famine et la peste qui en découle.
Notre région perd 80 % de sa population et des dizaines de villages ne se relèveront pas.
Peu de traces témoignent encore de cette époque, si ce n’est les ruines de châteaux.

#### Laguerre de 1870
Le douanier Mouty à Château-Rouge est la première victime de la guerre.
En présence de l’Empereur Napoléon III, l’armée française met en déroute devant Sarrebruck quelques bataillons prussiens le 2 août 1870. Mais les armées allemandes, supérieures en nombre et mieux équipées, attaquent sur les hauteurs de Spicheren, Forbach et Stiring et, après avoir capturé l'armée de Metz, volent de victoire en victoire jusqu'aux abords de la capitale Française qu'ils assiègent.
En vertu du traité de Francfort, l’Allemagne lève le siège de Paris mais annexe l’Alsace, la Lorraine germanophone, Metz et la région Messine ainsi que les villages où s'est déroulée la Bataille de Saint-Privat.
Il est bon de signaler l'héroïsme des militaires et des habitants la ville et de la citadelle de Bitche pendant le siège de 1870-1871 qui ne se sont rendus qu'une foi la défaite consommée.

#### Laguerre de 1914-1918

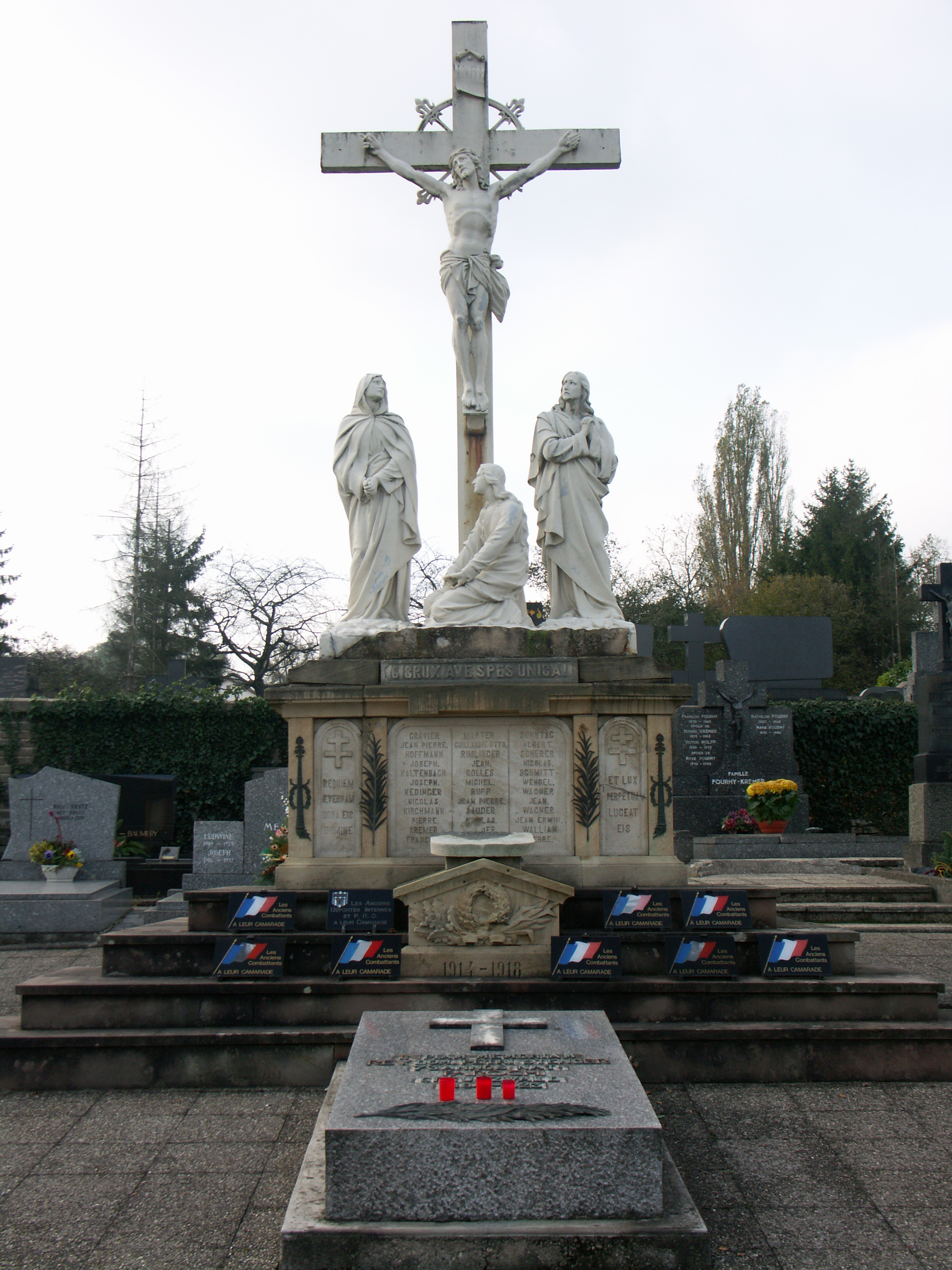
Monument aux morts, pendant la Première Guerre mondiale, de Creutzwald.

Sujets allemands, les hommes d'Alsace et de Moselle serviront l’armée allemande, annexion oblige.
À Saint-Avold, le temple protestant, l’abattoir et l’hôpital sont construits pour les militaires allemands qui sont presque aussi nombreux que les civils.
Pour saper le moral de l’ennemi et empêcher l’avancée allemande vers la Belgique, le général de Castelnau lance une offensive sur Morhange et Sarrebourg du 14 au 20 août 1914 mais le prince royal de Bavière Rupprecht de Bavière défend Metz avec succès et ses troupes repoussent l'ennemi hors du Reichsland. Pénétrant en France, leur marche est stoppée lors de la bataille du Grand-Couronné qui protège Nancy et la bataille de la trouée de Charmes qui permet la réaction française sur la Marne. Le front Lorrain n'évoluera plus pendant le restant du conflit. En Moselle-Est, plus de 13 000 soldats tombés lors des combats de Morhange sont inhumés dans la nécropole de Sarrebourg, et 5 000 soldats dans celle de Riche.

#### LaSeconde Guerre mondiale
En 1918, la Moselle-Est redevient Française et une armée de fonctionnaires français — touchant les mêmes primes que leurs confrères travaillant dans les colonies[réf. nécessaire] — arrivent dans le pays avec mission de franciser, non sans rudesse, les autochtones. 
Devant la menace d’un nouveau conflit, la France sous l’égide de son ministre de la guerre André Maginot, construit de Montmédy à Haguenau, une ligne d’ouvrages fortifiés.
Le 1er septembre 1939, le gouvernement ordonne le déplacement des populations demeurant entre la ligne Maginot et la frontière vers les départements de la Charente, la Charente-Maritime et de la Vienne. Les Mineurs des houillères sont dirigés avec leurs familles dans les bassins miniers, surtout du Nord et du Pas-de-Calais.
C’est dans la pagaille et le déchirement qu’ils sont partis, mais ils ont finalement forgé d’excellentes relations avec les habitants de leurs communes d’accueil.
 Ils reviendront un an plus tard lorsque la Moselle est à nouveau annexée à l’Allemagne.
Les jeunes gens devront servir l’Allemagne et seront nommés les Malgré-nous après la guerre. Certains déserteront (les réfractaires) et d’autres seront internés (les déportés). Beaucoup de ceux qui furent envoyés dans les pays de l'est furent prisonniers au camp de Tambow en Russie.
Les jeunes filles sont incorporées au travail obligatoire, le Reichsarbeitsdienst.
Deux camps de concentration sont installés par le Troisième Reich, l'un à Boulay avec une annexe au Ban Saint Jean à Denting et l'autre dans l'ancienne caserne de Guise à Forbach.
La 3e armée des États-Unis, débarquée en Normandie le 6 juin 1944, va libérer non sans mal (de novembre 1944 à mars 1945) la région au prix de nombreuses victimes et de destructions massives. Walschbronn sera complètement détruit ainsi que Tromborn, Schorbach, Liederschiedt, Hanviller, Erching et Epping.
Par la rudesse des combats, le général américain Patton en libérant Saint-Avold, a pris la décision d’y implanter un cimetière. Il est de nos jours le plus grand cimetière militaire américain de la Seconde Guerre mondiale en Europe avec 10 489 tombes.

## Personnalités
- Pierre Adt (° 1820 – † 1900) - Chef d'entreprise, maire de Forbach 1865-1871)
- Nicolas Appert (° 1749 - † 1841) - Inventeur de la conserve appertisée
- Max Besler (°1853-†) - Enseignant et historien à Forbach
- Roger Bichelberger (° 1938) - Écrivain
- Gennaro Bracigliano (° 1980) - Footballeur de Farébersviller
- Antoine Christophe Cochois (° 1755 – † 1830) - Général d'Empire natif de Creutzwald
- Jean Daum (° 1825 – † 1885) - Notaire à Bitche et fondateur de la verrerie
- Jean-Baptiste Eblé (° 1758 à Saint-Jean-Rohrbach – † 1812) - Général d'Empire
- Johann Fischart (° 1546 – † 1591) - Bailli et écrivain à Forbach
- François-Louis Fleck (° 1824 – † 1899) - Curé de plusieurs paroisses de Moselle-est puis évêque de Metz
- Helmut Fritz (de son vrai nom Éric Greff) (° ?) - Né à Béning-lès-Saint-Avold - Chanteur.
- Céline Géraud (° 1968 à Forbach) - Ancienne judokate française, vice-championne du monde devenue animatrice de télévision sur France 2, France 3.
- Louis Théodore Gouvy (° 1819 – † 1898) - Compositeur franco-allemand
- Paul Harter (° 1897 – † 1970) - ingénieur et maire de Forbach
- Éric Hassli (° 1981) - Footballeur
- Auguste Edouard Hirschauer (° 1857 – † 1943) - Militaire et Sénateur de Saint-Avold
- Jean Nicolas Houchard (° 1739 à Forbach– † 1793) - Militaire
- Sophie Huber (°1985) - Originaire de Stiring-Wendel - Championne de natation à Sarreguemines
- Sonia Huguet (°1975 à Saint-Avold) - Coureuse cycliste
- Marie-Anne Isler-Béguin (°1956 à Guinkirchen) - Femme politique
- Fabienne Jacob - écrivain
- Patricia Kaas (° 1966) - Née à Stiring-Wendel - Chanteuse
- Clément Kieffer (° 1881 – † 1964) - Peintre à Varize
- Joseph Madeline (° 1857 – † 1943) - Architecte pour les Houillères
- Aurélie Muller (° 1990) - Nageuse de Sarreguemines
- Jean-Claude Nadon (°1964 à Saint-Avold) - Footballeur
- Michel Ordener (° 1755 à L'Hôpital (Moselle) – † 1811) - Général d'Empire
- Marianne Oswald (° 1901 à Sarreguemines – † 1985) - Chanteuse et actrice
- Jean-Marie Rausch (° 1929 à Sarreguemines) - Minotier et homme politique
- Michel Roth (° 1959) - Cuisinier
- Cindy Sander (° 1978 à Creutzwald) - Chanteuse connue pour son passage à l'émission la Nouvelle Star sur M6.
- Alexis Balthazar Henri Schauenburg (° 1748 à Hellimer) – † 1832) - Militaire
- Lucien Schmitthäusler (° à Sarreguemines) - Poète
- Johnny Schuth (° 1941) - Footballeur, gardien de but
- Philippe Schuth (° 1966 – † 2002) - Footballeur, gardien de but
- Florent Emilio Siri (° 1965 à Freyming-Merlebach) - Réalisateur cinématographique
- Matthieu Sprick (° 1981 à Etting) - Cycliste
- Adrienne Thomas (° 1897 à Saint-Avold– † 1980) - Écrivaine allemande
- Denis Trierweiler -  philosophe et journaliste
- Nicolas Untersteller (° 1900 – † 1967) - Peintre
- Famille de Wendel - Dynastie industrielle
- Charles de Wendel (° 1809 – † 1870) - Industriel et député de la Moselle, il est associé à la construction de Stiring-Wendel
- Isabelle Wendling (° 1971) - Handballeuse de Boulay-Moselle
- Francois Zanella (° 1949 - ✝ 2015) - Constructeur d'un bateau dans son jardin (le Majesty of the seas)
- Ronald Zins (° 1955 à Creutzwald) - Historien napoléonien
- Marcel Adam - Chanteur